# Kit essesse
El Abarth 500 es un modelo mejorado del Fiat 500 desarrollado por la casa Abarth, especializada en diseñar automóviles Racing partiendo de modelos convencionales.Logra una potencia de 135 cv para su motor Turbo Jet de 1.400 cc frente a los 100 cv del mismo motor de su descendiente el Fiat 500.
El consumo de gasolina es de una media de 6,5 l cada 100 km.
En la carrocería se han realizado diversos  cambios para mejorar la aerodinámica del coche como aumentar la parte delantera para lograr más espacio para el motor, incorporar un alerón trasero, instalación del doble tubo de escape. En el caso del paragolpes, se ha rediseñado incorporádole varias tomas de aire para refrigerar mejor el motor y el sistema de frenado.

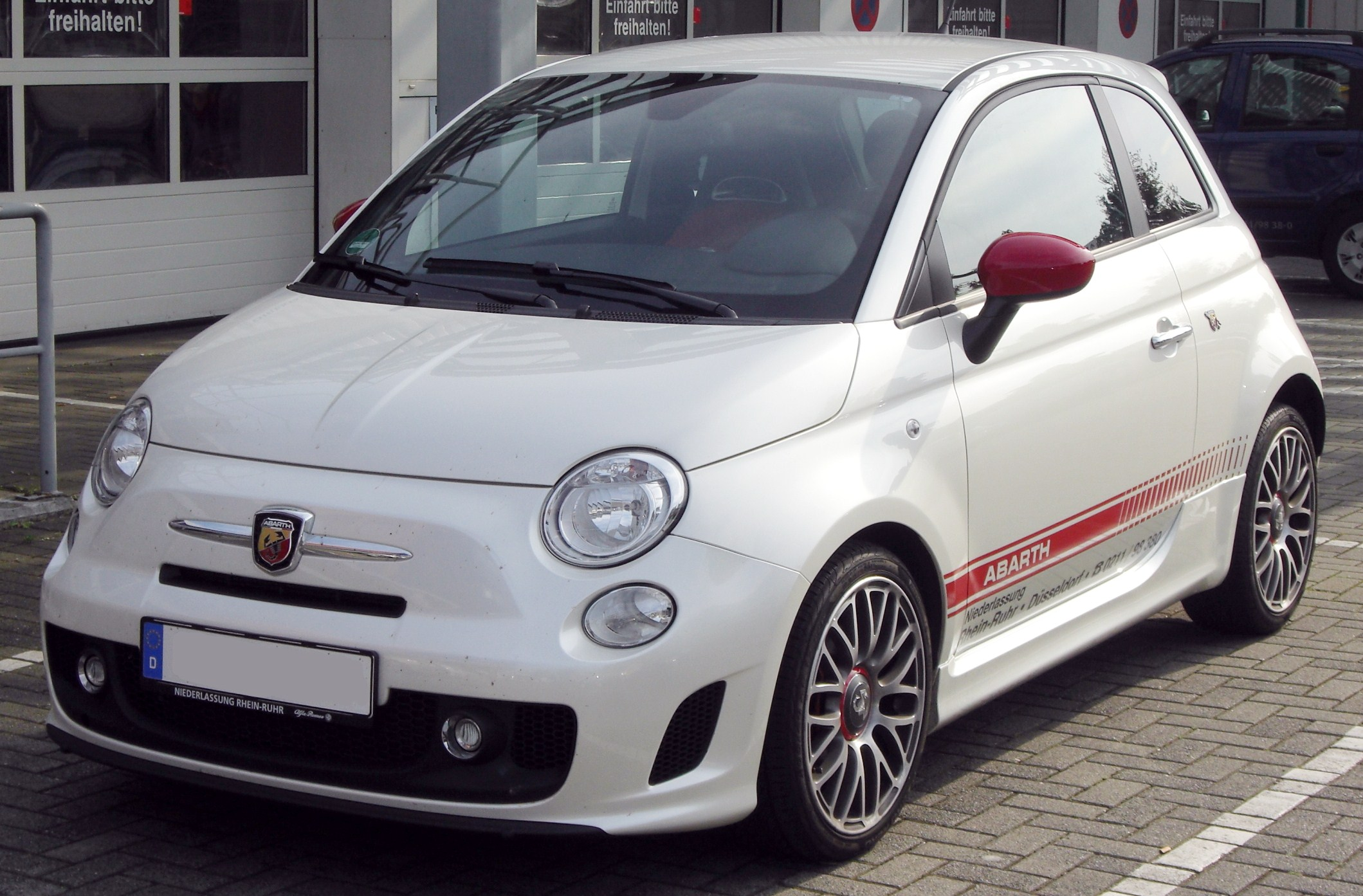
Abarth 500

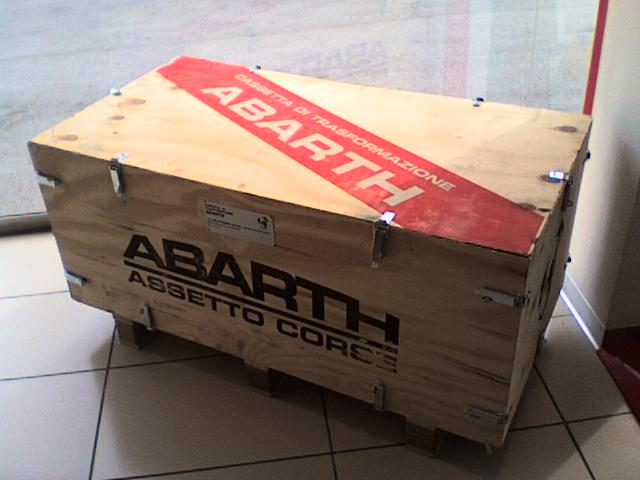
Caja "kit esseesse"

## El kit esseesse
Al Abarth 500 se le puede instalar un conjunto de piezas extras que la casa Abarth denomina “Kit esseesse” con el que las prestaciones de automóvil aumentan logrando que el motor alcance una potencia de 160 cv. La potencia máxima de 160 CV se alcanza a 5750 r. p. m. con un par máximo de hasta 230 Nm (en modo Sport) a 3000 r. p. m.
El Abarth 500 con kit esseesse es capaz de alcanzar la velocidad máxima de 211 km/h con una aceleración de 0 a 100 km/h en sólo 7,4 segundos.
El montaje del kit esseesseen el Abarth 500 no conlleva variación alguna del nivel ecológico del coche, que sigue siendo Euro4.
Las emisiones de CO2 quedan inalteradas en 155 g/km y su consumo tampoco se resiente, siendo de 6,5 l/100 km en ciclo combinado
El kit está compuesto principalmente por: frenos de disco perforados y pastillas de frenos especiales, filtro de aire BMC, llantas de aleación de 17” con neumáticos 205/40 R17" en color blanco o titanio, sensores de presión para los neumáticos, un conjunto de muelles delanteros y traseros, software especialmente desarrollado para este modelo y logotipo "esseesse" en capó y portón trasero.

## Abarth 500 Opening Edition
El modelo Abarth 500 Opening Edition es una serie limitada de 1000 modelos que sólo se han vendido en Italia, con las mismas prestaciones que el Abarth 500 essesse, pero con ciertas diferencias estéticas tanto en la decoración de la carrocería como en el interior. 
Entre ellos destacan los cristales polarizados, el pomo de la palanca de cambios de aluminio, los asientos de cuero, el volante diseñado en piel roja o el tapón de la gasolina.
En la carrocería, el Abarth 500 Opening Etition, se le pueden poner una serie de pegatinas y emblemas diseñados para él como la bandera de cuadros rojos y blancos que ocupa todo el techo del automóvil.
- Datos: Q10843477
- Multimedia: Abarth 500 esseesse / Q10843477